# Albatros Szczecin
Albators Szczecin – szczeciński klub Ultimate Frisbee, założony w 2012 roku. Jest to jedyny klub Ultimate na Pomorzu Zachodnim. Drużyna występuje w II Lidze Ultimate. II Liga to zaplecze najwyższej klasy rozgrywkowej w Polsce.

## Sukcesy
- Awans do I Ligi – 2020[1]